# Freizeitausgleich
Freizeitausgleich (abgekürzt auch FZA genannt) beschreibt die  Vergütung von Überstunden durch zusätzliche freie Tage zuzüglich zu dem normalen Urlaub von Arbeitnehmern. Der Ausgleich kann als Gegenleistung für die über die normale Arbeitszeit hinaus geleistete Arbeit (Mehrarbeit) in Anspruch genommen werden.